# 廉江县人民政府办公旧址
廉江县人民政府办公旧址，位于中国广东省湛江市廉江市龙湾镇中山村，为湛江市廉江市的一个市级文物保护单位，类型为近现代重要史迹及代表性建筑，公布时间为1981年11月12日。
廉江县人民政府办公旧址的历史年代为近代。